# Quorthon
Thomas Börje Forsberg (17. února 1966 Stockholm – 3. června 2004 Stockholm), známý pod přezdívkou Quorthon, byl švédsky zpěvák, skladatel, muzikant a producent. Byl spoluzakladatelem hudební skupiny Bathory, která byla průkopníkem žánru black metal a často je uváděna jako tvůrce Viking metalu. Jako multiinstrumentalista napsal hudbu a texty na všechna alba a hrál na vokály a kytary.

## Kariéra
V polovině 80. let byla živá vystoupení Bathory vzácná. Alba z tohoto období přispěla k tehdy narůstajícímu subžánru black metalu a vzácné fotografie skupiny pomohly částečně definovat její image. Začátek 90. let Quorthon převzal plnou kontrolu nad Bathory, rozhodl se vzdát se živého vystoupení, aby mohl trávit čas nahráváním hudby s najatými hudebníky, a také změnou stylu z black metalu 80. let na pomalejší a těžší styl přezdívaný „Viking metal“, protože jeho texty jsou zaměřeny na severskou mytologii. Od tohoto bodu dále hrál na basovou kytaru téměř na všech svých albech a většinou používal bicí automat nebo bubeníka.
V roce 1993 Quorthon odložil Bathory stranou a nahrál a vydal dvě alba pod názvem „Quorthon“. První s názvem Album vyšlo v roce 1994. Poslední dvě sólová vydání se objevila v roce 1997, Purity of Essence a EP When Our Day Is Through. Alba vydaná pod přezdívkou Quorthon byla více rockově orientovaná než typický black / vikingský metalový styl, který byl běžný v Bathory. Při práci na těchto albech našel novou inspiraci pro další skládání hudby pro Bathory. Další alba Bathory byla v retro-thrash metalovém stylu, než se znovu vydal ke svému vikingskému metalovému stylu, zejména v ságách Nordland.

## Smrt
3. června 2004 byl Quorthon nalezen mrtev ve věku 38 let ve svém bytě v Stockholmu. Příčina smrti byla vrozená srdeční vada.

## Diskografie
Bathory
- Scandinavian Metal Attack (1984)
- Bathory (1984)
- The Return…… (1985)
- Under the Sign of the Black Mark (1987)
- Blood Fire Death (1988)
- Hammerheart (1990)
- Twilight of the Gods (1991)
- Jubileum Volume I (1992)
- Jubileum Volume II (1993)
- Requiem (1994)
- Octagon (1995)
- Blood on Ice (1996)
- Jubileum Volume III (1998)
- Destroyer of Worlds (2001)
- Nordland I (2002)
- Nordland II (2003)

Quorthon
- Album (1994)
- When Our Day Is Through (1997)
- Purity of Essence (1997)